# NGC 1521
NGC 1521 (również PGC 14520) – galaktyka eliptyczna (E), znajdująca się w gwiazdozbiorze Erydanu. Odkrył ją John Herschel 21 listopada 1835 roku.